# Krisna garciamarquezi
Krisna garciamarquezi är en insektsart som beskrevs av Dietrich och Vega 1995. Krisna garciamarquezi ingår i släktet Krisna och familjen dvärgstritar. Inga underarter finns listade i Catalogue of Life.